# NGC 3005
NGC 3005 (również PGC 28232) – galaktyka spiralna (S?), znajdująca się w gwiazdozbiorze Wielkiej Niedźwiedzicy. Odkrył ją 25 stycznia 1851 roku Bindon Stoney – asystent Williama Parsonsa.